# Безгляднов Павло Олександрович
Павло Олександрович Безгляднов (рос. Павел Александрович Безгляднов; нар. 4 січня 1961, Москва, СРСР) — радянський та російський футболіст та футзаліст, півзахисник, тренер. Майстер спорту Росії міжнародного класу з футзалу (1995).

## Життєпис
Воспитанник ДЮСШ № 2 Зеленоградського міськвикно Зеленоград (з 7 років) та СДЮШОР ЦСКА. У школі ЦСКА грав під керівництвом Михайла Миколайовича Перевалова.
У дорослому футболі дебютував 1979 року в складі ФК «Червона Пресня». Деякий час перебував у заявці московського «Спартака». Без малого п'ятнадцять років Безгляднов виступав за команди першої та нижчих ліг СРСР і України. У 1993 році перекваліфікувався й почав виступати за футзальний клуб «Зоря» (Великий Новгород). Сезон 1995/96 років провів у футзальний клуб ТТГ з Югорська, де пізніше працював тренером.
Під його управлінням збірна Узбекистану з футзалу виступала на чемпіонатах Азії 2006 і 2007.

## Досягнення
- Кубок кубків з футзалу
  -  Володар (1): 1995

- Чемпіонат Росії
  -  Срібний призер (1): 2000/01
  -  Бронзовий призер (2): 1995/96, 1996/97